# Paul da Serra

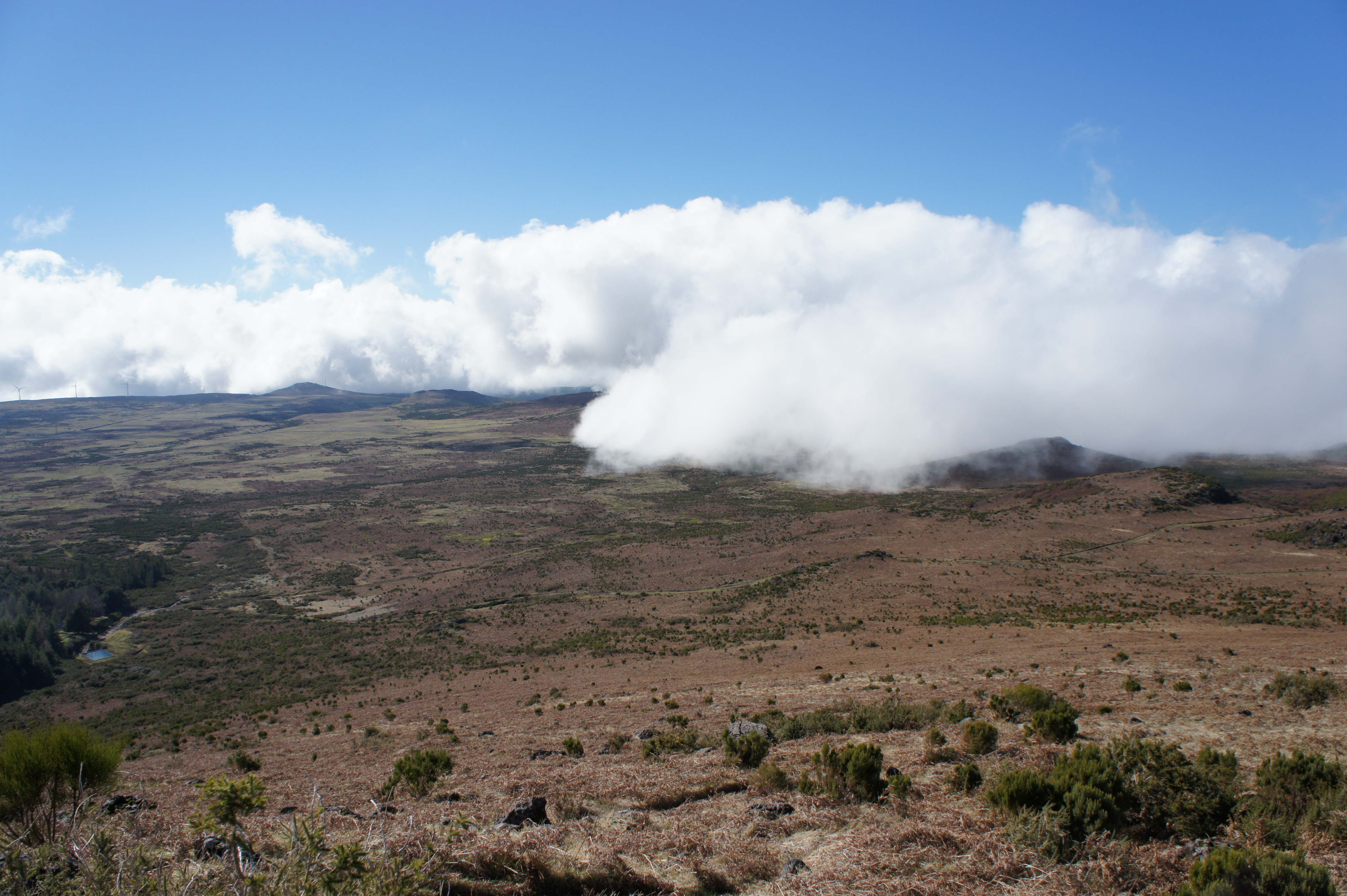
Die Hochebene Paul da Serra

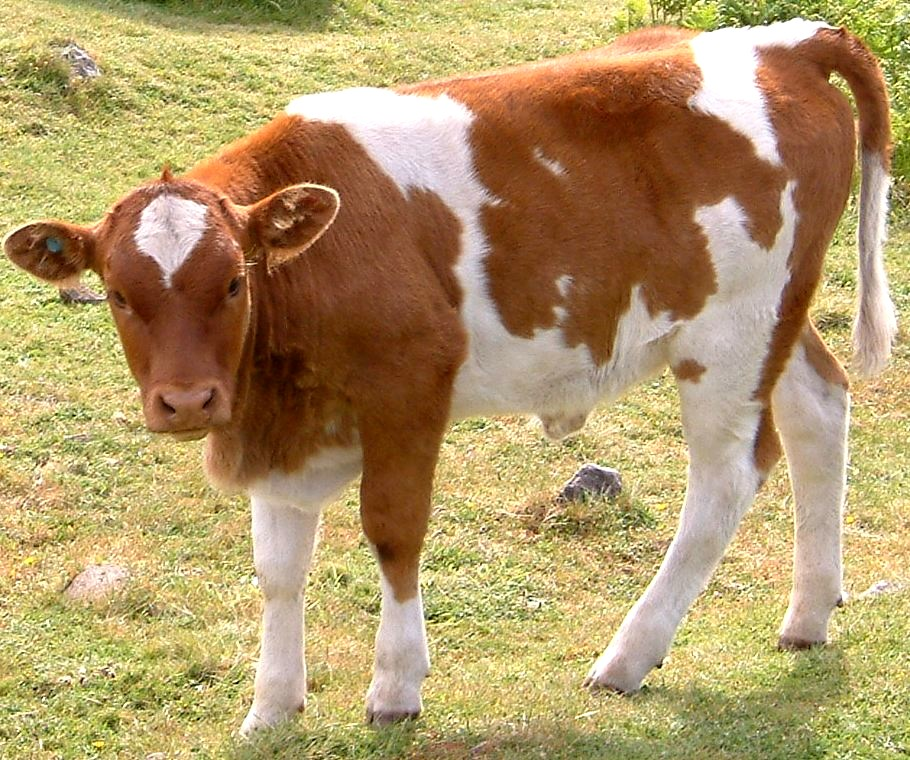
Kalb im Mai auf Paul da Serra

Paul da Serra (port. Gebirgsmoor) ist der Name des zentralen Hochplateaus der portugiesischen Insel Madeira. Es war vor der Besiedelung Madeiras durch Menschen überwiegend mit Zedern-Wacholder bewachsen. Abholzungen haben dazu geführt, dass hier fast nur noch Gräser, Adlerfarn und der auf Madeira eingeführte Stechginster zu sehen sind. Die Hochebene liegt auf einer Höhe um 1400 bis 1500 Metern oberhalb des Baumheide- und Lorbeerwaldgebiets (Laurisilva). Der höchste Punkt am Ostrand ist die Bica da Cana (1620 m), der am Nordrand gelegene Pico Ruivo (P. da Serra) erreicht 1639 m und ist die höchste Erhebung der Hochmoorlandschaft. 

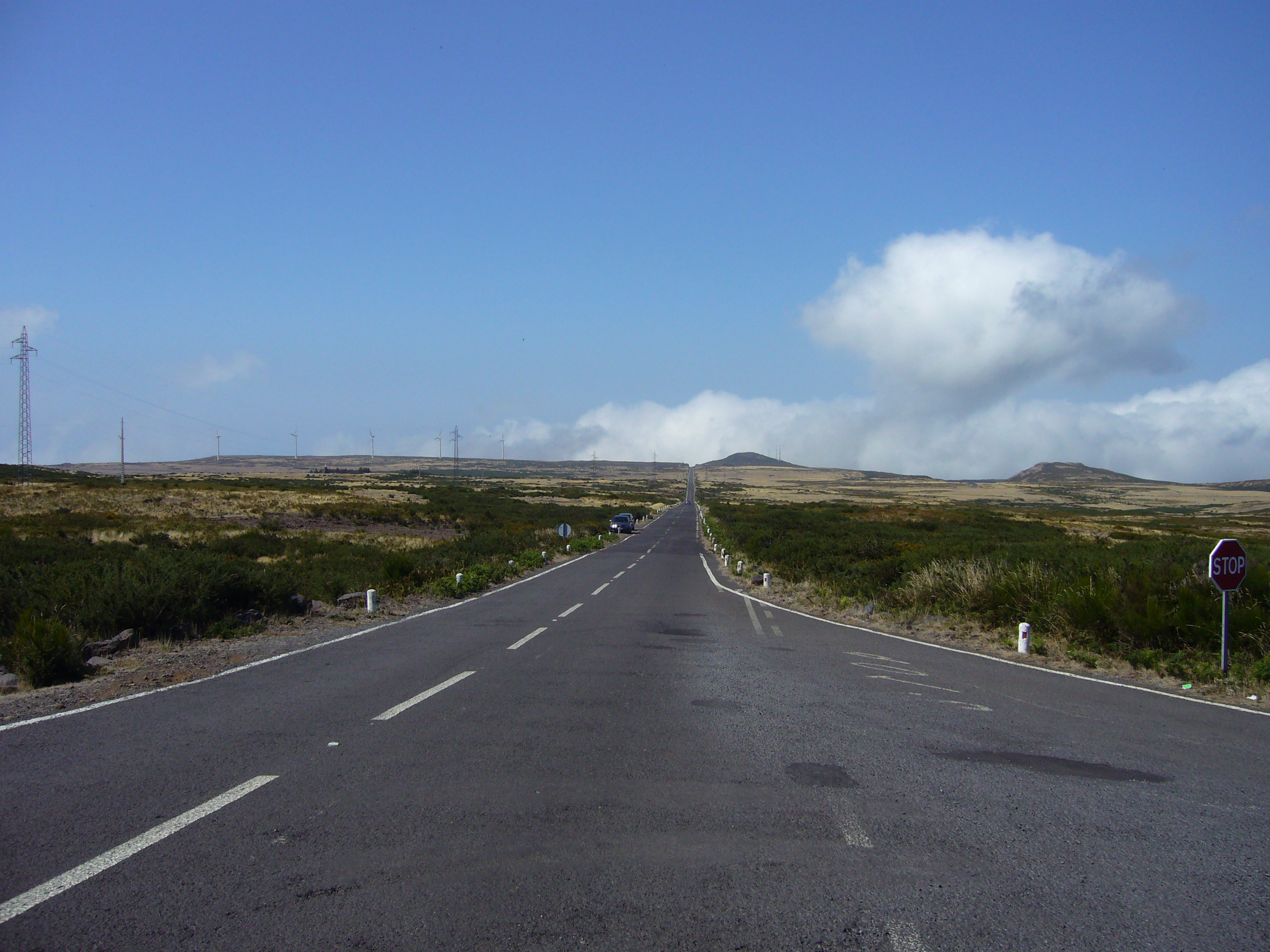
Paul da Serra

Die Ränder fallen steil ab. Im Osten kann man gut die Basaltdecken sehen. Zahlreiche Levadas und Wasserfälle bringen das bei häufigen Regenfällen niedergegangene Wasser in die tieferen Regionen der Insel. Die Levada do Paul fängt das Wasser am Südrand auf. Auch das in den nördlichen Levadas eingefangene Wasser wird zum Süden Madeiras durch bis zu drei Kilometer lange Tunnels geleitet. 
Das Plateau, spärlich als Weide für Schafe und Ziegen genutzt, hat besonders im Nebel seinen fast schottisch anmutenden Reiz; es gibt auch ein Hotel in der Einsamkeit. Jedoch findet man die meisten Wanderer und Ausflügler westlich der Hochebene, an den Levadas und Wasserfällen im Tal bei Rabaçal (Levada do Risco und Levada das 25 Fontes). 
Seit 1993 wurden etliche Windkraftanlagen auf Paul da Serra errichtet.
Paul da Serra ist auf Straßen gut erreichbar. In Ost-West-Richtung führt die Regionalstraße ER110 von Porto Moniz zum Encumeada-Pass und über die ER104 weiter nach Funchal. Bei Encumeada ist sie nicht selten wegen Steinschlags gesperrt. Von Ribeira da Janela im Norden kommt die kleinere Straße ER209, die in die Wiederaufforstungsgebiete oberhalb von Calheta und Ponta do Sol führt. Auch von Süden führen zwei Straßen auf das Plateau.
Im Sommer 2018 war ein großes Projekt im Bau: an zentraler Stelle wurde bis 2022 ein großes Pumpspeicherkraftwerk errichtet (Barragem do Pico da Urze).
Im Winter kann es auf der Hochebene sogar zu Schneefall kommen.